# Njatlongajagun
Il Njatlongajagun (in russo Нятлонгаягун?) è un fiume della Russia siberiana occidentale, affluente di sinistra del Tromʺëgan (bacino idrografico dell'Ob'). Scorre nel Surgutskij rajon del Circondario autonomo degli Chanty-Mansi-Jugra.
Il fiume ha origine negli Uvali siberiani in una zona paludosa al nord della Chantia-Mansia, al confine con il Circondario autonomo Jamalo-Nenec. Scorre in direzione meridionale e sfocia nel Tromʺëgan a 366 km dalla foce. La lunghezza del fiume è di 208 km, il bacino imbrifero è di 2 240 km².